# Реджо-Калабрія (метрополійне місто)
Метрополійне місто Реджо-Калабрія (італ. Città metropolitana di Reggio Calabria) — адміністративно-територіальна одиниця у регіоні Калабрія, Італія. Одне з 10 метрополійних міст, що створені законом 7 квітня 2014 року. З 1 січня 2015 року замінює провінцію Реджо-Калабрія.